# Западен Ванкувър
Западен Ванкувър е град в Канада, провинция Британска Колумбия, част от агломерацията на Ванкувър.
Населението през 2006 г. е 42 131 души
В града се провеждат състезанията по ски свободен стил на зимните олимпийски игри през 2010 г.